# Zahlbereichserweiterung
In der Mathematik versteht man unter einer Zahl(en)bereichserweiterung die Konstruktion einer neuen Zahlenmenge aus einer gegebenen Zahlenmenge, meist um gewisse algebraische, aber auch wie im Fall der reellen Zahlen um topologische Operationen zu verallgemeinern. Üblicherweise werden Zahlenbereichserweiterungen nur unvollständig gelehrt, da sie weder besonders interessant noch besonders schwierig sind, aber viele Wiederholungen und Detailarbeit erfordern.

## Überblick
Die übliche Reihenfolge der Zahlenbereichserweiterung ist, dass die natürlichen Zahlen zu den ganzen Zahlen, die ganzen Zahlen zu den rationalen Zahlen, die rationalen Zahlen zu den reellen Zahlen und die reellen Zahlen zu den komplexen Zahlen erweitert werden, siehe beispielsweise (Lit.: Landau, 1948). Möglich wären aber auch andere Vorgangsweisen, so könnte man beispielsweise statt der ganzen Zahlen zuerst die positiven rationalen Zahlen und die positiven reellen Zahlen konstruieren und erst danach negative Zahlen einführen. Darüber hinaus gibt es noch andere Zahlenbereichserweiterungen wie die Quaternionen, die hyperreellen Zahlen und die surrealen Zahlen.

## Vorgehensweise bei Zahlbereichserweiterungen

### Definition des neuen Zahlenbereichs
Der erste Schritt bei einer Zahlenbereichserweiterung besteht darin, eine neue Menge aus der bestehenden Zahlenmenge zu konstruieren. Meist handelt es sich um geordnete Paare, so werden die ganzen Zahlen als Paare natürlicher Zahlen, die rationalen Zahlen als Paare ganzer Zahlen und die komplexen Zahlen als Paare reeller Zahlen definiert. Eine Ausnahme sind die reellen Zahlen, die meist als Cauchyfolgen rationaler Zahlen oder als Dedekindsche Schnitte definiert werden. In einem zweiten Schritt wird dann auf dieser neuen Menge eine Äquivalenzrelation eingeführt und die neuen Zahlen als jeweils eine Äquivalenzklasse definiert. Die Auswahl der Äquivalenzrelation hängt wesentlich von der Operation ab, die erweitert werden soll, so werden bei der Konstruktion der ganzen Zahlen zwei Paare {\displaystyle (m_{1},n_{1})} und {\displaystyle (m_{2},n_{2})} als äquivalent definiert, wenn sie die gleiche Differenz darstellen:
{\displaystyle (m_{1},n_{1})\sim (m_{2},n_{2}):\iff m_{1}+n_{2}=m_{2}+n_{1}},
bei der Konstruktion der rationalen Zahlen werden zwei Paare {\displaystyle (p_{1},q_{1})} und {\displaystyle (p_{2},q_{2})} als äquivalent definiert, wenn sie den gleichen Quotient darstellen:
{\displaystyle (p_{1},q_{1})\sim (p_{2},q_{2}):\iff p_{1}q_{2}=p_{2}q_{1}},
und bei der Konstruktion der komplexen Zahlen werden zwei Paare {\displaystyle (u_{1},v_{1})} und {\displaystyle (u_{2},v_{2})} als äquivalent definiert, wenn sie komponentenweise übereinstimmen
{\displaystyle (u_{1},v_{1})\sim (u_{2},v_{2}):\iff u_{1}=u_{2}{\mbox{ und }}v_{1}=v_{2}}.
Bei der Konstruktion der reellen Zahlen werden zwei Cauchyfolgen {\displaystyle (x_{n})_{n\in \mathbb {N} }} und {\displaystyle (y_{n})_{n\in \mathbb {N} }} als äquivalent definiert, wenn deren Differenz eine Nullfolge ist:
{\displaystyle (x_{n})_{n\in \mathbb {N} }\sim (y_{n})_{n\in \mathbb {N} }:\iff \lim _{n\to \infty }|x_{n}-y_{n}|=0}.
Nach der Definition der jeweiligen Relation muss noch gezeigt werden, dass diese Relation tatsächlich eine Äquivalenzrelation ist, dass sie also reflexiv, symmetrisch und transitiv ist.

### Definition der Operationen im neuen Zahlenbereich
Der nächste Schritt bei einer Zahlenbereichserweiterung besteht darin, die auf der Ausgangsmenge definierten algebraischen Operationen auf die neue Zahlenmenge zu übertragen. Dabei wird die Operation zunächst für einzelne Repräsentanten der Äquivalenzklasse definiert; das Ergebnis ist dann ebenfalls die entsprechende Äquivalenzklasse. So wird beispielsweise die Addition ganzer Zahlen als
{\displaystyle (m_{1},n_{1})+(m_{2},n_{2}):=(m_{1}+m_{2},n_{1}+n_{2})}
und die Addition rationaler Zahlen als
{\displaystyle (p_{1},q_{1})+(p_{2},q_{2}):=(p_{1}q_{2}+p_{2}q_{1},q_{1}q_{2})}
definiert.
Ausführlich formuliert bedeutet, dass das Ergebnis der Addition der durch {\displaystyle (m_{1},n_{1})} repräsentierten Äquivalenzklasse plus der durch {\displaystyle (m_{2},n_{2})} repräsentierten Äquivalenzklasse die durch {\displaystyle (m_{1},n_{1})+(m_{2},n_{2})} repräsentierte Äquivalenzklasse ist, also
{\displaystyle [(m_{1},n_{1})]_{\sim }+[(m_{2},n_{2})]_{\sim }:=[(m_{1}+m_{2},n_{1}+n_{2})]_{\sim }}
wobei die eckigen Klammern die Äquivalenzklassen bezeichnen.
Damit diese Definition tatsächlich sinnvoll ist, muss gezeigt werden, dass die so definierten Operationen unabhängig vom jeweiligen Repräsentanten der Äquivalenzklasse sind, dass also beispielsweise
aus {\displaystyle (m_{1},n_{1})\sim (j_{1},k_{1})} und {\displaystyle (m_{2},n_{2})\sim (j_{2},k_{2})} folgt, dass {\displaystyle (m_{1},n_{1})+(m_{2},n_{2})\sim (j_{1},k_{1})+(j_{2},k_{2})}.
Danach werden die jeweiligen Rechengesetze der jeweiligen mathematischen Struktur wie z. B. das Assoziativgesetz und das Kommutativgesetz für die neu definierten Operationen gezeigt. In einem weiteren Schritt lässt sich nun zeigen, dass der neue Zahlenbereich Eigenschaften hat, die beim alten gefehlt haben. So bilden beispielsweise die ganzen Zahlen im Gegensatz zu den natürlichen Zahlen eine additive Gruppe, insbesondere besitzt jede ganze Zahl ein inverses Element bezüglich der Addition, das sich folgendermaßen definieren lässt:
{\displaystyle -[(m_{1},n_{1})]_{\sim }:=[(n_{1},m_{1})]_{\sim }}.
Bei der Zahlenbereichserweiterung zu den reellen Zahlen lässt sich beispielsweise zeigen, dass im Gegensatz zu den rationalen Zahlen jede Cauchyfolge konvergent ist und dass jede beschränkte Menge ein Infimum und ein Supremum hat.

### Einbettung des alten in den neuen Zahlenbereich
Der letzte Schritt besteht nun darin, dass man zeigt, dass der alte Zahlenbereich isomorph zu einer Teilmenge des neuen Zahlenbereichs ist. Dazu wird eine injektive Funktion {\displaystyle f} vom alten in den neuen Zahlenbereich definiert, beispielsweise wird bei der Einbettung der natürlichen Zahlen in die ganzen Zahlen der natürlichen Zahl {\displaystyle n} die Äquivalenzklasse des Paares {\displaystyle (n,0)} zugeordnet. Nun ist zu zeigen, dass diese Funktion tatsächlich ein Isomorphismus ist, dass also beispielsweise
{\displaystyle f(m+n)=f(m)+f(n)}
gilt, also
{\displaystyle (m+n,0)\sim (m,0)+(n,0)}.
Zu beachten ist, dass der alte Zahlenbereich nicht einfach eine Teilmenge seiner Erweiterung ist, sondern lediglich zu einer Teilmenge der Erweiterung isomorph ist. Beispielsweise sind die natürlichen Zahlen streng genommen keine Teilmenge der ganzen Zahlen, sondern lediglich zu einer Teilmenge der ganzen Zahlen isomorph. Diese Unterscheidung spielt aber in den meisten Fällen keine Rolle, sodass Aussagen der Art, dass eine Zahlenmenge Teilmenge einer anderen Zahlenmenge sei, zulässige Vereinfachungen sind.

## Verallgemeinerungen
Die prinzipielle Vorgangsweise bei Zahlenbereichserweiterungen findet sich auch in allgemeineren Fällen wieder, so ist die Erweiterung der ganzen zu den rationalen Zahlen eine Konstruktion eines Quotientenkörpers; die Erweiterung der rationalen Zahlen zu den reellen Zahlen entspricht einer Vervollständigung eines metrischen oder allgemeiner eines uniformen Raums.